# الصواهر (العدين)

تعديل مصدري - تعديل

الصواهر محلة تابعة لقرية الشرقي، التابعة لعزلة بني زهير بمديرية العدين إحدى مديريات محافظة إب في الجمهورية اليمنية.، بلغ تعداد سكانها 66 حسب تعداد اليمن لعام 2004.